# Теорије учења
Теорије учења у образовању представљају концепте који описују како се информације примају, обрађују и задржавају током учења. Когнитивни, емоционални и фактори средине, као и претходно искуство, заједно утичу на стицање знања и вештина.
Следбеници бихевиористичке теорије посматрају учење као вид условљавања и заступају систем награђивања у образовању, а учење виде као промену у понашању. С друге стране, следбеници когнитивне теорије сматрају да је превише ограничавајуће свести дефиницију учења на промене у понашању, па већу пажњу посвећују самом ученику а не факторима средине која га окружује, и притом се највише фокусирају на памћење. Следбеници новије теорије конструктивизма сматрају да способност особе да учи зависи у великој мери од онога што та особа претходно већ зна, и да се стицање новог знања одвија у виду надоградње на већ постојеће знање и искуство (конструисање новог знања на већ постојеће - конструктивизам). Трансформативна теорија учења наглашава често неопходне промене које се одвијају у начину размишљања ученика.

## Бихевиоризам
Бихевиоризам је теорија која учење види као скуп промена у понашању. Ова теорија је заснована на односу између стимулуса и реакције на стимулус (условљавање), а тај однос се јача награђивањем или ненаграђивањем како би се постигло жељено понашање. Бихевиоризам тврди да се учење може објаснити посматрањем искључиво спољашњих утицаја на особу, док унутрашњи ментални утицаји нису од великог значаја. Због тога, према овој теорији, у школама се много више значаја треба поклањати предавачима који представљају спољашњи утицај, а мање самим ученицима и њиховим менталним процесима (што је представљено као погрешно и застарело у модерним теоријама учења попут конструктивизма). Иста теорија тврди да се учење постиже понављањем садржаја и "награђивањем" ученика када је у праву. Унутрашње памћење по бихевиоризам не постоји, знање ће трајати док год се "награђује" споља. Иако је утемељио врло битне концепте у психологији и теорији учења, бихевиоризам је данас увелико замењен новијим теоријама учења попут когнитивизма и конструктивизма.

## Когнитивизам
Когнитивизам наглашава улогу ученика у процесу учења (за разлику од бихевиоризма који наглашава улогу предавача и околине). Когнитивисти сматрају да су ментални процеси особа које уче од велике важности, да их морамо разумети и затим учење прилагодити когнитивном склопу ученика. Когнитивне теорије су настале из гешталт психологије, чији следбеници критикују бихевиористе због тврдњи да посматрањем понашања можемо објаснити учење. Гешталт психолози тврде да је неопходно изучавати принципе на основу којих организујемо сензације у перцепције. Когнитивне теорије описују памћење као активни организовани процесор који обрађује информације, при чему претходно знање игра значајну улогу у учењу. Когнитивне теорије изучавају више од самог понашања, укључујући памћење као битан фактор у учењу, те је разумевање краткорочног и дугорочног памћења од великог значаја. Когнитивисти посматрају учење као унутрашњи ментални процес при ком се едукатор посвећује изградњи интелигенције и когнитивном развоју. Особа која учи је, самим тим, битнија од спољашњих фактора.

## Конструктивизам
Конструктивизам је заснован на радовима психолога као што су Жан Пијаже и Џером Брунер и представља теорију учења која наглашава важност активног ангажовања особе која учи и ”конструише” знање за себе тако што надограђује ново знање и искуство на оно већ постојеће. Бави се питањем због чега ученици не науче довољно слушајући предавача или читајући књигу. Према овој теорији, како би се осмислили одговарајући услови за учење, мора се имати добар увид у тренутно знање којим ученик располаже у тренутку предавања. Курикулум би морао да буде осмишљен на начин који би подржао надоградњу новог знања на већ постојеће. То захтева разумевање когнитивног развоја ученика, те се конструктивизам увелико ослања на психолошка истраживања когнитивног развоја.